# Битва за Мальту (1940-1942)
Не варто плутати з Облогою Мальти 1565 року
Битва за Мальту або Облога Мальти (англ. Siege of Malta) — військова кампанія між військами союзників та об'єднаними силами Італії за підтримки Німеччини за оволодіння стратегічно важливим островом Мальта у Середземному морі з 11 червня 1940 по 20 листопада 1942. Битва за Мальту, завдяки виключно важливого розміщення острова, стала одним з ключових епізодів у перемозі союзницьких сил над державами Осі на Середземноморському театрі воєнних дій у ході Другої світової війни.
Відкриття нового фронту Другої світової війни в Північній Африці в середині 1940 року ще більше підвищило цінність Мальти. Британські повітряні та морські сили, що базувалися на острові, мали можливість атакувати транспортні судна країн Осі, що здійснювали перевезення життєво важливих матеріальних засобів та підкріплень з Європи на африканський континент. На той час генерал Ервін Роммель, командувач силами країн Осі в Північній Африці, визнавав важливість опанування островом дуже гостро. У травні 1941 року він попередив, що «без оволодіння Мальтою ми втратимо контроль над Північною Африкою».
Німецько-італійським командуванням було прийняте рішення організацією систематичних бомбардувань та морською блокадою придушити опір захисників острову Мальта, нападаючи на порти, міста і союзні доставки постачання острова. Мальта стала одним з районів світу, що найбільш інтенсивно піддався бомбардуванню під час війни. Люфтваффе (німецькі ВПС) і італійська Regia Aeronautica здійснили в цілому 3 000 бомбардувань протягом двох років у спробі знищити систему ППО острову та порти. Ним навіть сприяв успіх, у випадку проведення запланованої комбінованої німецько-італійської висадки морського десанту (операція «Геркулес») за підтримки десантування на острів німецьких повітрянодесантних військ. Однак, десантна операція не була проведена. Зрештою, союзні конвої були в стані поставляти і зміцнювати оборону Мальти, в той час, як Королівські ВПС захищали її повітряний простір, хоча і з великими втратами.

## Відео
- Вторая мировая война в цвете — Битва за Мальту[недоступне посилання з червня 2019]